# Honda Insight
L'Honda Insight és un cotxe híbrid i va ser el primer model d'aquest fabricant que va incorporar la tracció elèctrica combinada amb la de gasolina (tecnologia híbrida). La primera generació de l'Insight va ser produïda del 2000 al 2007, amb capacitat només per a dues places. La segona generació, presentada per Honda a la primavera del 2009, té cinc places.

## Primera generació 1999-2006

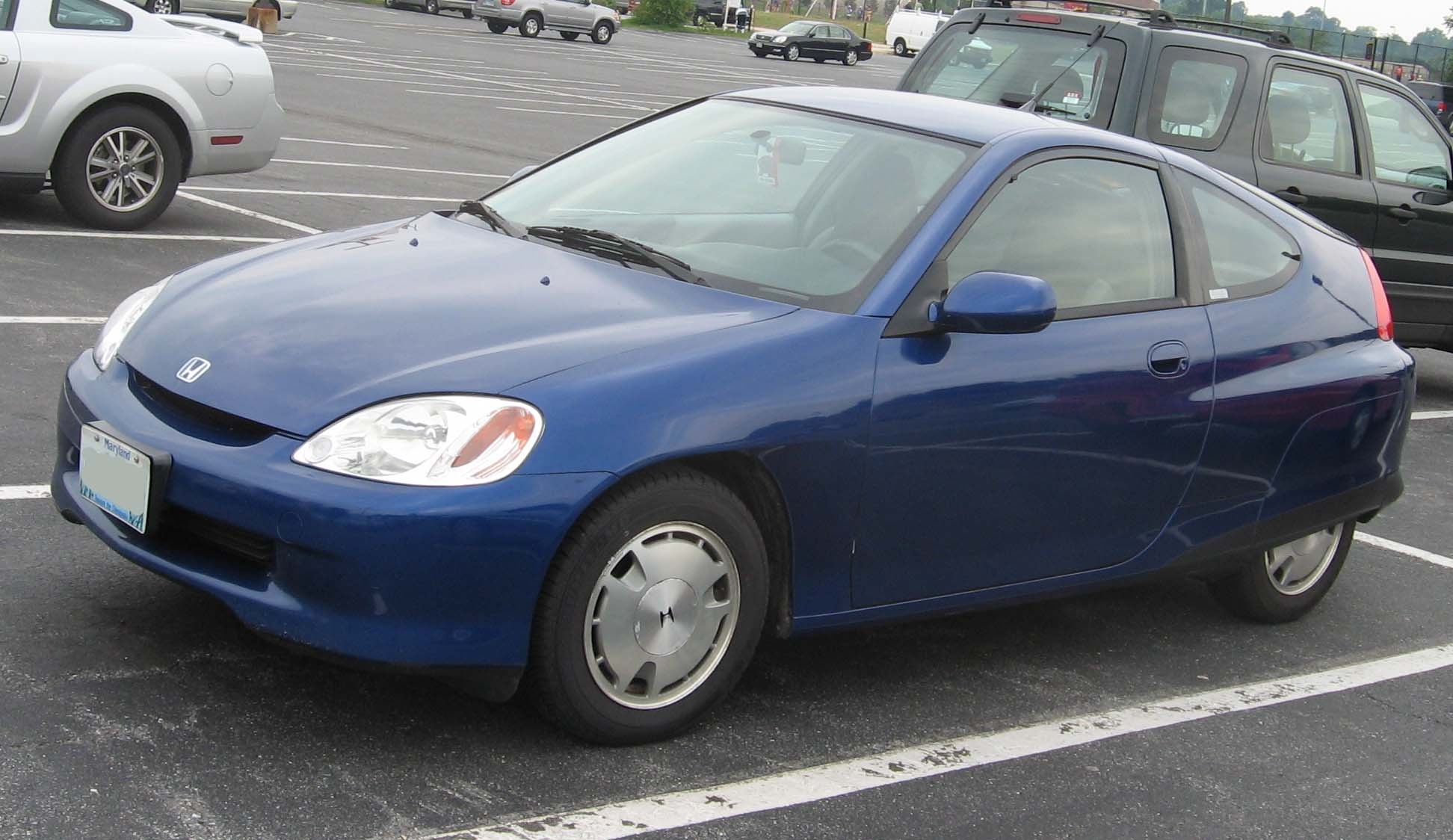
Honda Insight - primera generació

La primera versió de l'Insight era un vehicle dissenyat per aconseguir un mínim consum de gasolina. Era un cotxe molt lleuger, amb una tara una mica per sobre dels 800 kg, gràcies a la seva carrosseria d'alumini. Una aerodinàmica molt estudiada li permetia circular amb un motor molt reduït, de tan sols 1 litre de cilindrada i només 3 cilindres, assolint uns consums de gasolina de tan sols 3,4 litres/100 km. Aquestes qualitats anaven lligades a que fos un cotxe petit, de només dues places, i un confort no gaire depurat.
El preu de venda, molt semblant al que després tindria la segona generació del model, no va estimular gens la seva difusió, que segons la mateixa empresa Honda, es va quedar en unes 18.000 unitats venudes arreu del món.

## Segona generació - 2009-present

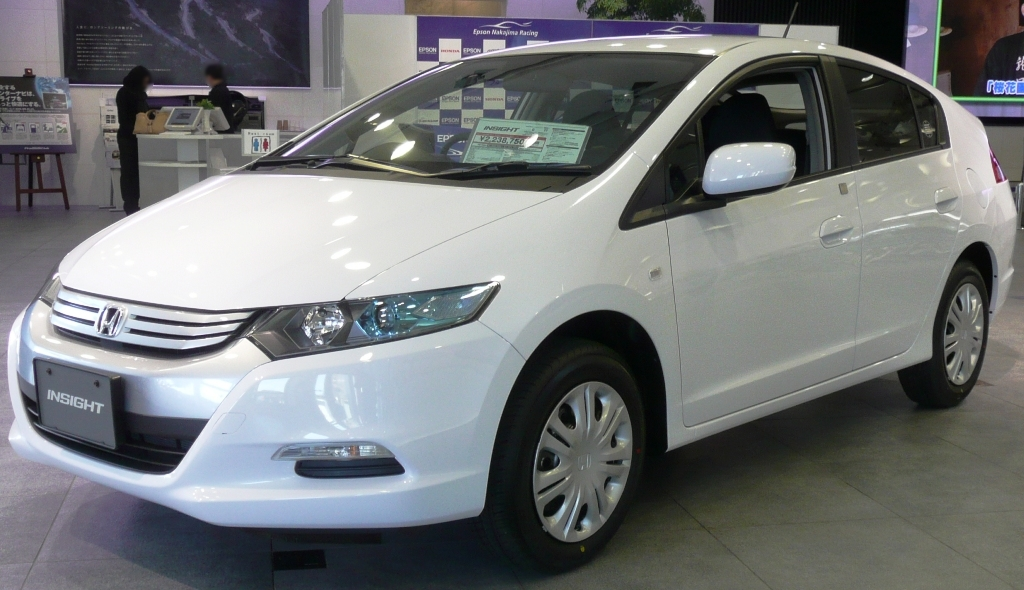
Honda Insight – segona generació

Al primer trimestre del 2009 es va posar a la venda, a tot el món, el nou model de l'Insight. D'una dimensió i disseny molt diferents del model inicial, acull cinc places, i té un maleter ampli. També incrementa la potència dels dos motors, tant l'elèctric com el de gasolina, que passa a cubicar 1.339 c.c. Aquests motors són una versió millorada del sistema IMA, ja utilitzat en l'Honda Civic Hybrid.
En molts aspectes aquest nou model Honda híbrid segueix el camí marcat pel Toyota Prius, especialment per la carrosseria específica i per la seva capacitat familiar, tot oferint, almenys inicialment, un preu inferior.